# Sausseuzemare-en-Caux
Sausseuzemare-en-Caux är en kommun i departementet Seine-Maritime i regionen Normandie i norra Frankrike. Kommunen ligger i kantonen Goderville som tillhör arrondissementet Le Havre. År 2022 hade Sausseuzemare-en-Caux 430 invånare.

## Befolkningsutveckling
Antalet invånare i kommunen Sausseuzemare-en-Caux
| Referens: INSEE |